# Asisat Oshoala
Assiat Oshoala (født 9. oktober 1994) er en kvindelig nigeriansk fodboldspiller, der spiller som midtbane for FC Barcelona i Primera División og Nigerias kvindefodboldlandshold.

## Karriere
Den 23. januar 2015, skiftede Oshoala til Liverpool F.C. Women i FA WSL. Liverpool-manager, Matt Beard udtalte der omkring hende som "en af de bedste unge spillere i verden". Selvom rygter havde knyttet hende til andre klubber, var hun meget glad for at skiftet til Liverpool.
Oshoala gik glip af to måneder af sæsonen 2015, pga. en knæskade, da de forsvarende mestre fra Liverpool sluttede som nummer sy ud af otte hold. I januar 2016 meddelte Liverpool, at et bud fra Arsenal L.F.C. havde aktiveret en frigørelsesklausul i hendes kontrakt, det gjorde hun kunne skifte til London-klubben.
Den 10. februar 2017, skiftede hun til den kinesiske klub Dalian Quanjian F.C., hvor hun spillede i et år.
Den 31. januar 2019, underskrev den spanske klub FC Barcelona Femení Oshoala på en lejeaftale indtil afslutningen af sæsonen. Hun scorede Barcelonas eneste mål i et 4–1 nederlag til Lyon i UEFA Women's Champions League-finalen i 2019.
Den 31. maj 2019 meddelte Barcelona Oshoalas fulde overførsel til klubben og forlængelse indtil 2022.